# Bulbophyllum minutiflorum
Espèce
Synonymes
- Bulbophyllum minutiflorum Ames & C.Schweinf.[2]

Bulbophyllum minutiflorum est une espèce de plantes de la famille des Orchidaceae et du genre Bulbophyllum.